# أنتوني شيرلي

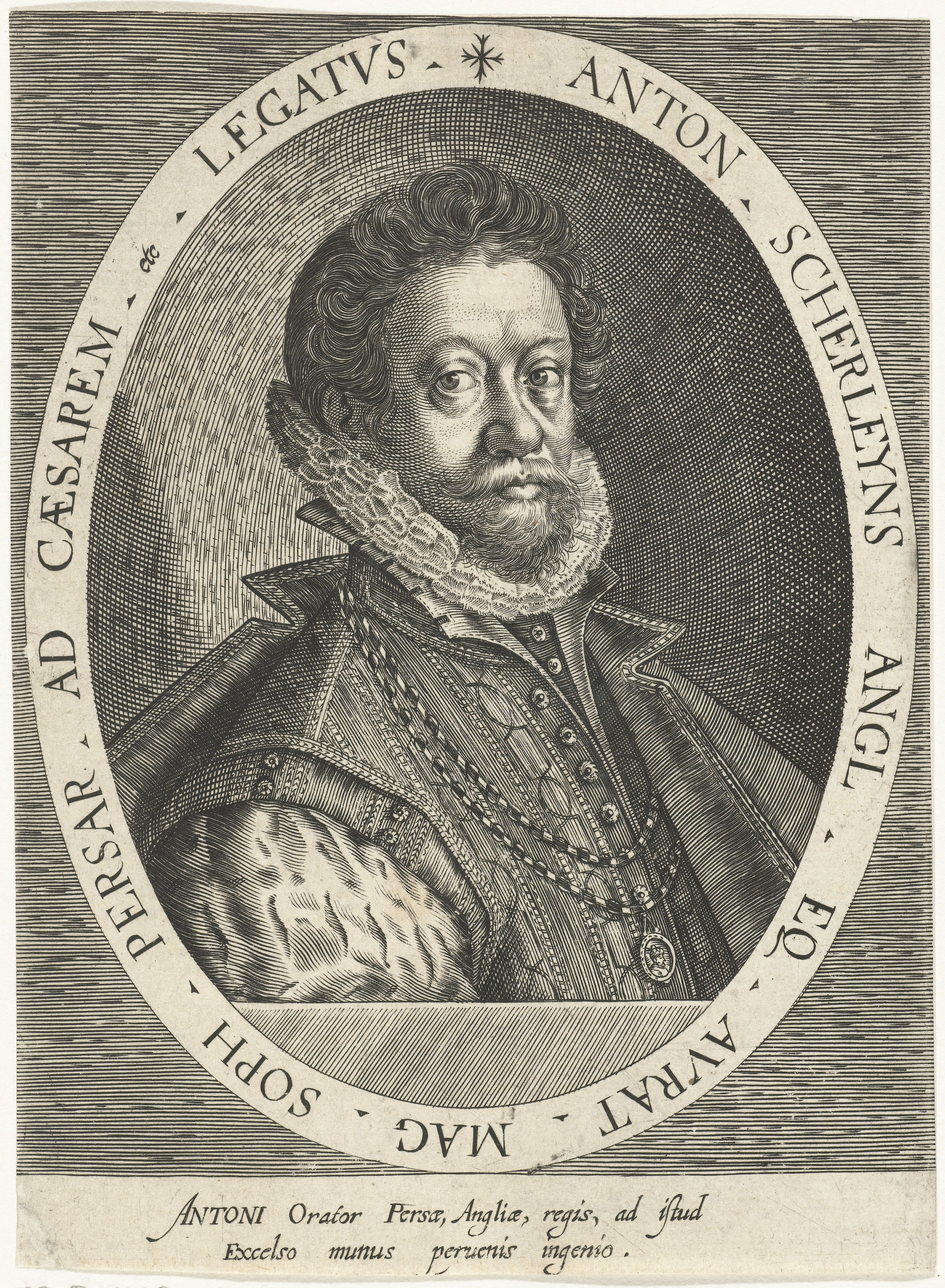
السير أنتوني شيرلي

السير أنتوني شيرلي :(بالإنجليزية:  (Sir Anthony Shirley or (Sherley))‏ (1565- 1635 م) بحار ورحالة إنجليزي سجن عام 1603م، بامر الملك جيمس الأول وبسببه نجح مجلس العمموم البريطاني بتأكيد فرض إحدى إمتيازاته -حرية اعضاءه من الإعتقال- في وثيقة تعرف باسم إستمارة (صيغة) الاعتذار والرضا.

## العائلة
أنتوني شيرلي أو أنطوني شيرلي هو الأبن الثاني للسير توماس شيرلي الأول (المتوفى 1612)، وامه آنا كيمبي ابنة السير توماس كيمبي.وله أخ أكبر منه هو السير توماس شيرلي الثاني، وأخ أصغر منه هو السير روبرت شيرلي، وله ست أخوات.

## العمل
تلقى شيرلي تعليمه في جامعة أكسفورد، وقد اكتسب خبرة عسكرية بانخراطه مع القوات الإنجليزية في هولندا وكذلك خلال رحلة إستكشافية إلى نورماندي في آب عام 1591م، حصل على لقب عقيد عندما خدم تحت قيادة إيرل إسكس الثاني وكان قريبا من زوجته فرانسيس فيرنون، وفي ذلك الوقت حصل من هنري نافار (هنري الرابع ملك فرنسا) على لقب فارس، وهذا هو الحدث الذي اثار إستياء ملكه وأمر بسجنه لفترة قصيرة.
وفي عام 1596م، قام بحملة قرصنة للنهب على طول الساحل الغربي لأفريقيا ثم عبر عبر إلى أمريكا الوسطى، ومن ضمنها شن غارة على جامايكا الإسبانية بعد سنة.ومع ذلك وبسب حصول تمرد إستطاع العودة إلى لندن بسفينة واحدة، وكان ذلك في سنة 1597م. وفي عام 1598م، قاد عدداً قليلاً من المتطوعين الإنجليز إلى إيطاليا للمشاركة في نزاع حول حيازة مدينة فرارة، حيث إستطاع إستيعاب هذا وتسويته عند وصوله إلى مدينة البندقية، وقرر السفر إلى بلاد فارس على رأس جماعة من خمسة وعشرين إنجليزياً وكان برفقته (جان هوارد) و (جان بارت) واحد رجال المدفعية الذين يمتازون بمهارة صناعة الأسلحة وصب المدافع، وكذلك رافقه أخوه الأصغر الذي أصبح ممثلاً وسفيراً للدولة الصفوية في الدول الأوروبية المسيحية وأسمه روبرت شيرلي ولعب دوراً في تحريض هذه الدول لمساعدة إيران ضد الدولة العثمانية وإقامة علاقات تجارية معها، وقد استقبل أنطوني (أنتوني) بحفاوة من قبل الشاه عباس الأول، وجعل منه سفيراً للمحاكم المسيحية في أوروبا، فيما بعد قائداً لأعضاء السفارة الفارسية الأولى إلى أوروبا (1599-1602) لغرض تحقيق هدف مزدوج يتمثل الأول في تعزيز التبادل التجاري بين إنجلترا وبلاد فارس، والهدف الثاني إثارة الفرس ضد الأتراك، فحصل على المال في القسطنطينية وفي حلب، وكان في إستقباله بشكل جيد للغاية الشاه عباس الأول الصفوي ومنحه لقب ميرزا ومنح حق تداول تجاري معين وحقوق أخرى لجميع التجار من المسيحين.
وبما انه قد أصبح ممثلاً للشاه فذهب إلى أوروبا فزار موسكو وبعدها براغ وروما ومدن أخرى، لكن الحكومة الإنجليزية لم تسمح له بالعودة إلى بلده، مع ان اثنين من أعضاء بعثته قد عادوا إلى لندن، ونشروا كتيب مجهول تحت عنوان: التقرير الحقيقي لرحلة أنتوني شيرلي .
شيرلي كان قد سجن لفترة قصيرة في البندقية، وفي عام 1605م، ذهب إلى براغ وكان رودولف الثاني قد ارسله بمهمة إلى المغرب. وبعدها ذهب إلى لشبونة وإلى مدريد، وقد تم الترحيب به بحرارة. عينه ملك إسبانيا أدميرالاً لإسطول كان من المقرر ان يخدم في بلاد الشرق لكن النتيجة الوحيدة لتحضيراته المكثفة كانت حملة إستكشافية فاشلة ضد جزيرة ميتيليني، وبعدها حرم من القيادة.
شيرلي كان كونتاً في الإمبراطورية الرومانية المقدسة، مات في مدريد بعد 1635م، بقليل.

## آثاره
شيرلي كتب سرداً لمغامراته، تحت عنوان السير شيرلي؛ علاقته برحلاته إلى بلاد فارس (1613م)، وهذه مخطوطة أصلية موجودة في مكتبة بودلي في أكسفورد. توجد هناك خمس سجلات أو أكثر لمغامرات شيرلي في بلاد فارس، وسرد لرحلته في 1596م نشرت من قبل ريتشارد هاكلوت، بعنوان رحلات بحرية وإكتشافات (1809-1812م). وهو واحد من عدة رحالة أجانب زاروا بغداد في العهد العثماني، أُنظر:رحلات ومغامرات الإخوة الإنجليز الثلاثة؛ السير أنتوني، السير روبرت والسير توماس شيرلي في بلاد فارس وروسيا وتركيا واسبانيا (لندن 1825م). ونشرتها مكتبة جامعة كورنيل بطبعة حسنة.